# Kemnay
Kemnay är en ort i Storbritannien.   Den ligger i kommunen Aberdeenshire och riksdelen Skottland, i den norra delen av landet, 700 km norr om huvudstaden London. Kemnay ligger 88 meter över havet och antalet invånare är 6 000.
Terrängen runt Kemnay är platt åt sydost, men åt nordväst är den kuperad.Runt Kemnay är det ganska glesbefolkat, med 45 invånare per kvadratkilometer. Närmaste större samhälle är Inverurie, 6,7 km nordost om Kemnay. Trakten runt Kemnay består i huvudsak av gräsmarker.